# ドロシー・ハミル
ドロシー・スチュアート・ハミル（Dorothy Stuart Hamill、1956年7月26日 - ）は、アメリカ合衆国シカゴ出身の女性フィギュアスケート選手。1976年インスブルックオリンピック女子シングル金メダリスト。2回転以上のジャンプを跳ばない最後の五輪王者として知られる。

## 経歴
- 1974年から全米選手権3連覇を果たす。
- 1976年インスブルックオリンピックで金メダルを獲得。同年世界選手権で優勝し現役を引退、プロに転向。
- 1983年、アーノルド坊やは人気者第116話にゲスト出演。
- 1983年から1987年まで世界プロフィギュア選手権で5連覇を達成。
- 2000年、フィギュアスケートの世界殿堂入り。

## 主な戦績
| 大会/年      | 1970-71 | 1971-72 | 1972-73 | 1973-74 | 1974-75 | 1975-76 |
| ------------ | ------- | ------- | ------- | ------- | ------- | ------- |
| オリンピック |         |         |         |         |         | 1       |
| 世界選手権   |         |         | 4       | 2       | 2       | 1       |
| 全米選手権   | 5       | 4       | 2       | 1       | 1       | 1       |